# Watba
Watba (arab. ‏وطبة‎) – wieś w Syrii, w muhafazie Idlib, w dystrykcie Dżisr asz-Szughur, w poddystrykcie Dżisr asz-Szughur. W 2004 roku liczyła 356 mieszkańców.